# Borr Drilling
Borr Drilling ist ein norwegisches Unternehmen der Öl- und Gasförderung mit Sitz in Bermuda.

## Geschichte
Das Unternehmen wurde 2016 gegründet von Olav Troeim, der einen Bedarf an moderner Ausstattung und effizienten Dienstleistungen in der Öl- und Gas Industrie erkannte. Im Jahr 2019 erfolgte der Börsengang in New York mit einem Zielerlös von 50 Mio. US$.

## Eigentumsverhältnisse
Per Ende 2023 waren folgende Aktionäre bekannt:
- Granular Capital Ltd (18,9 %)
- Allan & Gill Gray Foundation (9,2 %)
- BlackRock, Inc. (6,6 %)
- Tor Olav Trøim (6,4 %)
- Capital International Investors (6,2 %)
- The Goldman Sachs Group, Inc. (5,3 %)
- JPMorgan Chase & Co (5,2 %)

Der Rest befand sich zum Stichtag im Streubesitz.